# Adam Gunn
Adam Beattie Gunn (Golspie, 24 de diciembre de 1872 - Buffalo, 17 de agosto de 1935) fue un atleta estadounidense especialista en pruebas múltiples.
Originario de Escocia, obtuvo la ciudadanía de EE. UU. en 1899. En 1901 y 1902 asistió a los EE. UU. de All Around (AAU All-Around campeonato), obtuvo el primer lugar en ambas ediciones.
En 1904 tomó parte en los Juegos Olímpicos de San Luis se llevó a casa la medalla de plata en la competencia All Around o decatlón, detrás del británico Thomas Francis Kiely.